# Карл Блеген
Карл Вільям Блеген (англ. Carl William Blegen, 27 січня 1887, Міннеаполіс, Міннесота — 24 серпня 1971, Афіни, Греція) — американський археолог, який здобув популярність як дослідник (разом з Константіносом Куруніотісом) прадавніх городищ Пілоса (1939—1969, із перервами) і Трої (1932—1938). Професор класичної археології в Цинциннатському університеті (Цинциннаті, Огайо), у 1927—1957 роках. Автор праць з найдавнішої історії Греції.

## Життєпис
Карл Блеген народився в Міннеаполісі, штат Міннесота США. Був старшим з шести дітей, народжених від Ганни (*1854-†1925) та Джона Блегена (*1851-†1928), які емігрували з Лілехамері Норвегії. Його молодший брат був відомий історик Теодор Блеген. Його батько був професором у Аугсбурзькому коледжі в Міннеаполісі більше 30 років та був лідером в житті Норвезької Лютеранської Церкви Америки.
Карл Блеген отримав ступінь бакалавра в Університеті штату Міннесота в 1904 році й мав вишкіл в аспірантурі Єльського університету від 1907 року.
1952 року завдяки незалежній перевірці Блегена підтвердилася правильність дешифрування лінійного письма Б. При розкопках Пілоса 1939 року Блеген відкрив велику кількість табличок із написами даним письмом, які на той час ще не були опубліковані. Коли Майкл Вентріс опублікував попередні результати свого дешифрування, Блеген підставив запропоновані Вентрісом значення знаків у відкриті ним таблички, в результаті чого вийшли осмислені тексти давньогрецькою мовою. Читання багатьох слів підтверджувалося ідеограмами, що стояли поруч.
Був членом-кореспондентом Британської академії, членом
- Німецького археологічного інституту, членом
- Американської академії мистецтв і наук;

почесним доктором Університету в Осло.

## Праці
- (англ.)Korakou: A Prehistoric Settlement Near Corinth (The American School of Classical Studies at Athens), 1921.
- (англ.)Studies in the Arts and Architecture (University of Pennsylvania), 1941.
- (англ.)ed. Troy: Excavations Conducted by the University of Cincinnati, 1932-38, 4 vols. (1950—1958).
- (англ.)Troy and the Trojans (1963).
- (англ.)and Marion Rawson The Palace of Nestor at Pylos in Western Messinia, 3 vols. (1966—1973).
- (рос.)Блеген К. Троя и трояцы. Боги и герои города-призрака / пер. с англ. О. И. Миловой. М.: «Центрполиграф», 2004.

## Нагороди
- У 1963 році — Медаль Кеньона[en] від Британської академії наук (за класичні дослідження)[2];
- У 1965 р. — Золота медаль Американського археологічного інституту[en][3].